# Баба (Босна и Херцеговина)
Баба је планина изнад Гатачког и Дабарског поља у Херцеговини, Република Српска, БиХ. Највиши врх је Дјед (1.737 м). Остали врхови су Камена глава (1.666 м) и Голи врх (1.502 м). На северу са наслања на планину Бјелашницу (1.876 м). Према југу се спушта стрмим одсеком. На читавом подручју има много крашких облика, нарочито вртача. На јужној страни на висини између 1.000 и 1.400 м, јавља се низ крашких извора. Планина је слабо шумовита.